# Liste des gouverneurs de Swains
Voici la liste des gouverneurs de l'île de Swains, qui fait maintenant partie des Samoa américaines. L'île était essentiellement une colonie privée appartenant à la famille Jennings.

## Propriétaires
- 13 octobre 1856-4 décembre 1878 : Eli Hutchinson Jennings
- 4 décembre 1878-25 octobre 1891 : Malia Jennings
- 25 octobre 1891-24 octobre 1920 : Eli Hutchinson Jennings Jr.
- 24 octobre 1920-Août 1921 : Ann Eliza Jennings Carruthers et Alexander Hutchinson Jennings
- 24 octobre 1920-4 mars 1925 : Alexander Hutchinson Jennings